# Onthophagus parachandrai
Onthophagus parachandrai är en skalbaggsart som beskrevs av Ochi, Kon och Tsubaki 2009. Onthophagus parachandrai ingår i släktet Onthophagus och familjen bladhorningar. Inga underarter finns listade i Catalogue of Life.